# Obični orah
Obični orah (lat. Juglans regia) najpoznatija je vrsta oraha iz Starog svijeta koja je porijeklom iz regije koja se proteže od Kavkaza prema istoku do regije Kašmir. Široko se uzgaja diljem Azije, Sjeverne Amerike i Europe.
Od običnoga oraha vuku podrijetlo kultivirane sorte koje proizvode jestivi orah koji se konzumira diljem svijeta. Kina je glavni komercijalni proizvođač oraha.

## Opis
Obični orah je veliko listopadno drvo, koje doseže visinu od 25-35 metara i ima deblo do 2 m u promjeru, obično s kratkim deblom i širokom krošnjom.
Kora je glatka, maslinastosmeđa u mladosti i srebrnastosiva na starijim granama, te ima razbacane široke pukotine grublje teksture. Kao i svi orasi, srž grančica sadrži zračne prostore; ova komorna srž je smećkaste boje. Listovi su naizmjenično raspoređeni, dugi 25-40 cm, neparno perasti s 5-9 listića, naizmjenično uparenih s jednim terminalnim listićem. Najveći listići su tri na vrhu, 10-18 cm dugi i 6-8 cm široki; bazalni par listića mnogo je manji, dug 5-8 cm, s cijelim rubovima listića. 
Muški cvjetovi su u visećim resama dugim 5-10 cm, a ženski cvjetovi su završni, u grozdovima od dva do pet, sazrijevaju u jesen u plod sa zelenom, polumesnatom ljuskom. Cijeli plod, uključujući i ljusku, pada u jesen; sjeme je veliko, s relativno tankom ljuskom i jestivo, s bogatim okusom.

## Galerija
- Stablo običnoga oraha.
- Kora običnoga oraha.
- Lišće i plodovi običnoga oraha.
- Rasprostranjenost običnoga oraha.